# Języki dardyjskie

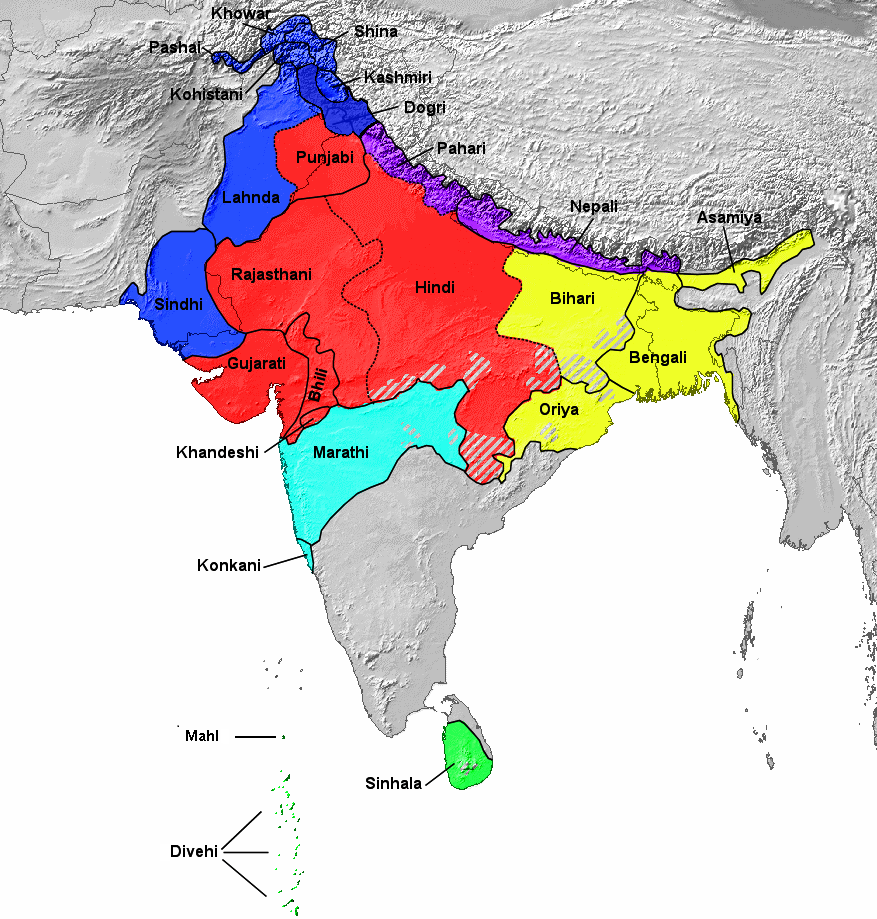
Zasięg języków dardyjskich (kolor niebieski)

Języki dardyjskie (języki kafirskie) – zespół języków indoeuropejskich. Tą ogólną nazwą określa się ok. 20 języków z grupy indoirańskiej (aryjskiej). Zajmują pozycję przejściową między językami irańskimi a indoaryjskimi.
Języki te dzielą się na dwie podgrupy:
- dardyjską z językami kaszmirskim, kalasza, khowar i szina
- kafirską (zwaną również nuristańską), do której należą języki: aszkun, kati i prasun

Używane są przez niewielkie grupy etniczne w górzystych regionach północno-wschodniego Afganistanu i północno-zachodniego Pakistanu oraz północno-zachodnich Indii. Z wyjątkiem kaszmirskiego, żaden z języków nie ma literatury pisanej.